# 縣道202號
縣道202號（東衛－裡正角），是位於臺灣澎湖縣的一條縣道，西起馬公市東衛，東至湖西鄉裡正角，全長共計12.556公里（公路總局資料）。

## 行經行政區域
全線均位於澎湖縣境內。
| 馬公市 | 東衛     | 0.000  | 縣道203號    | 公路起點   |
| 馬公市 | 東衛     | －     | 澎21線       | 起點       |
| 湖西鄉 | 成功     | －     | 澎39線       | 終點       |
| 湖西鄉 | 成功     | －     | 澎11線       | 終點       |
| 湖西鄉 | －       |        |              |            |
| 湖西鄉 | 西溪     | 5.315  | 澎13線       | 與共線起點 |
| 湖西鄉 | 紅羅     | －     | 澎13線       | 與共線終點 |
| 湖西鄉 | 湖西市區 | 7.550  | 澎19線       | 起點       |
| 湖西鄉 | 湖西市區 | －     | 澎13線       | 起點       |
| 湖西鄉 | 湖西市區 | －     | 澎15線       | 起點       |
| 湖西鄉 | 南寮     | －     | 澎14線       | 起點       |
| 湖西鄉 | 菓葉     | 9.515  | （地區道路） |            |
| 湖西鄉 | 龍門     | －     | 澎39線       | 終點       |
| 湖西鄉 | 龍門     | 11.213 | 縣道204號    | 終點       |
| 湖西鄉 | 裡正角   | 12.556 | （地區道路） | 公路終點   |
| 共線   |          |        |              |            |

## 沿線設施與景點
- 東衛天后宮
- 澎湖縣湖西鄉成功國民小學
- 成功水庫
- 成功天軍殿
- 湖西鄉公所
- 澎湖縣湖西鄉西溪國民小學
- 澎湖縣立湖西國民中學
- 湖西天后宮
- 澎湖縣湖西鄉湖西國民小學
- 龍門太白殿
- 龍門閉鎖陣地